# Hermann Weideli

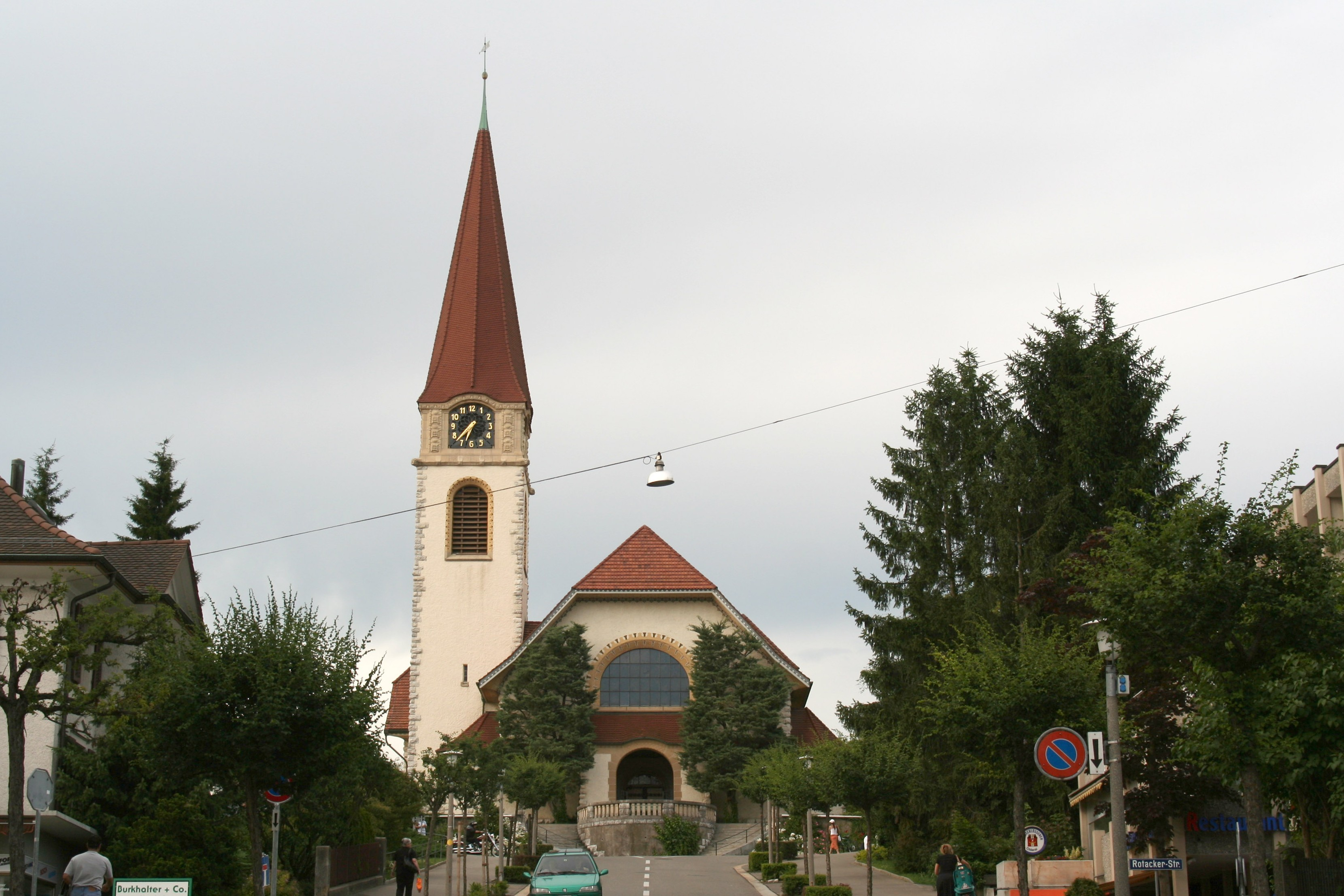
Evangelisch-Reformierte Kirche, Wallisellen, erbaut 1907–1908 von Hermann Weideli und Robert Bischoff

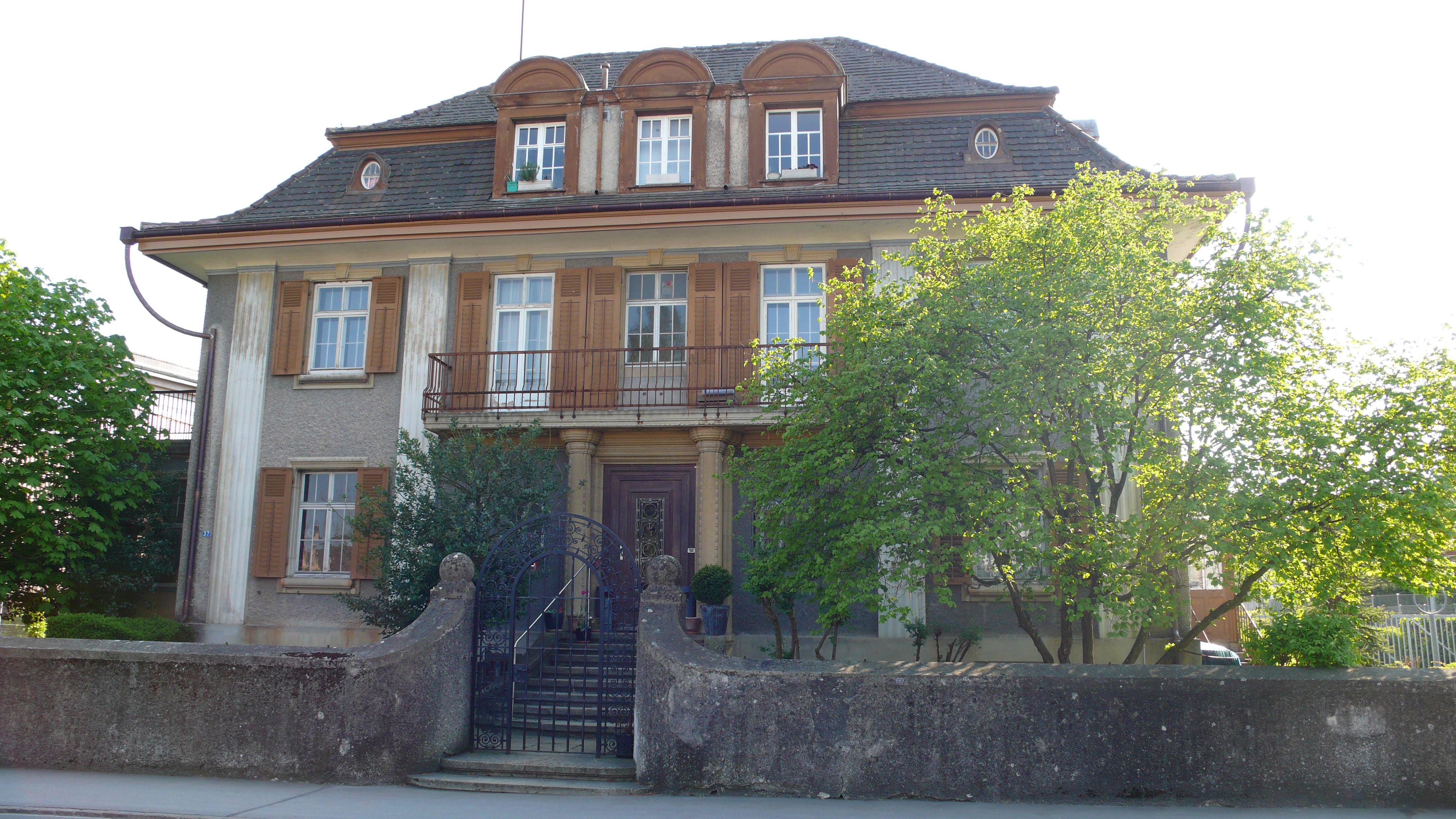
Villa Raichle, Egelshofen, Kreuzlingen, erbaut 1915 von Hermann Weideli und Eugen Kressibuch

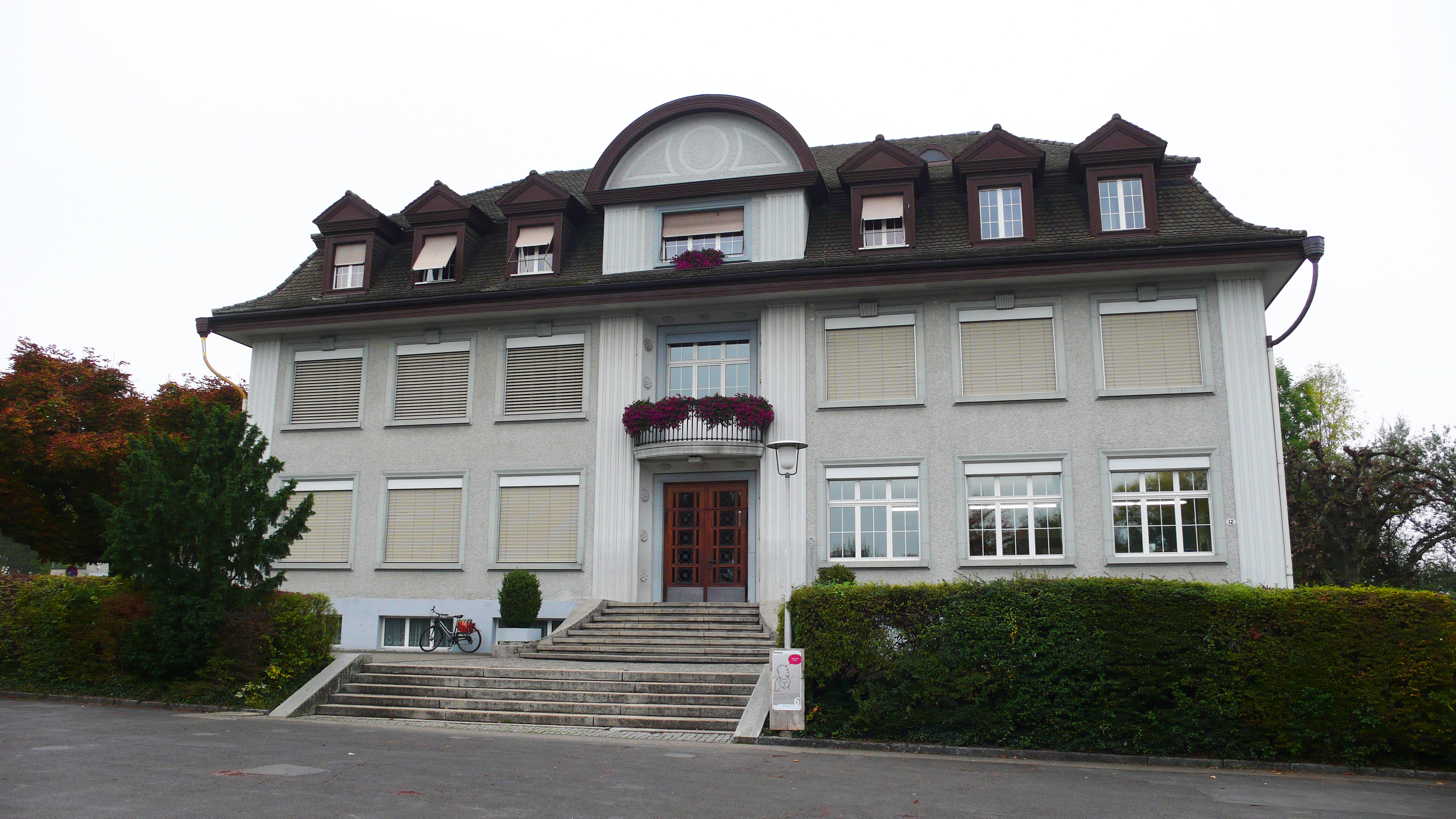
Schulhaus Emmishofen, Kreuzlingen, erbaut 1915–1916 von Hermann Weideli und Eugen Kressibuch

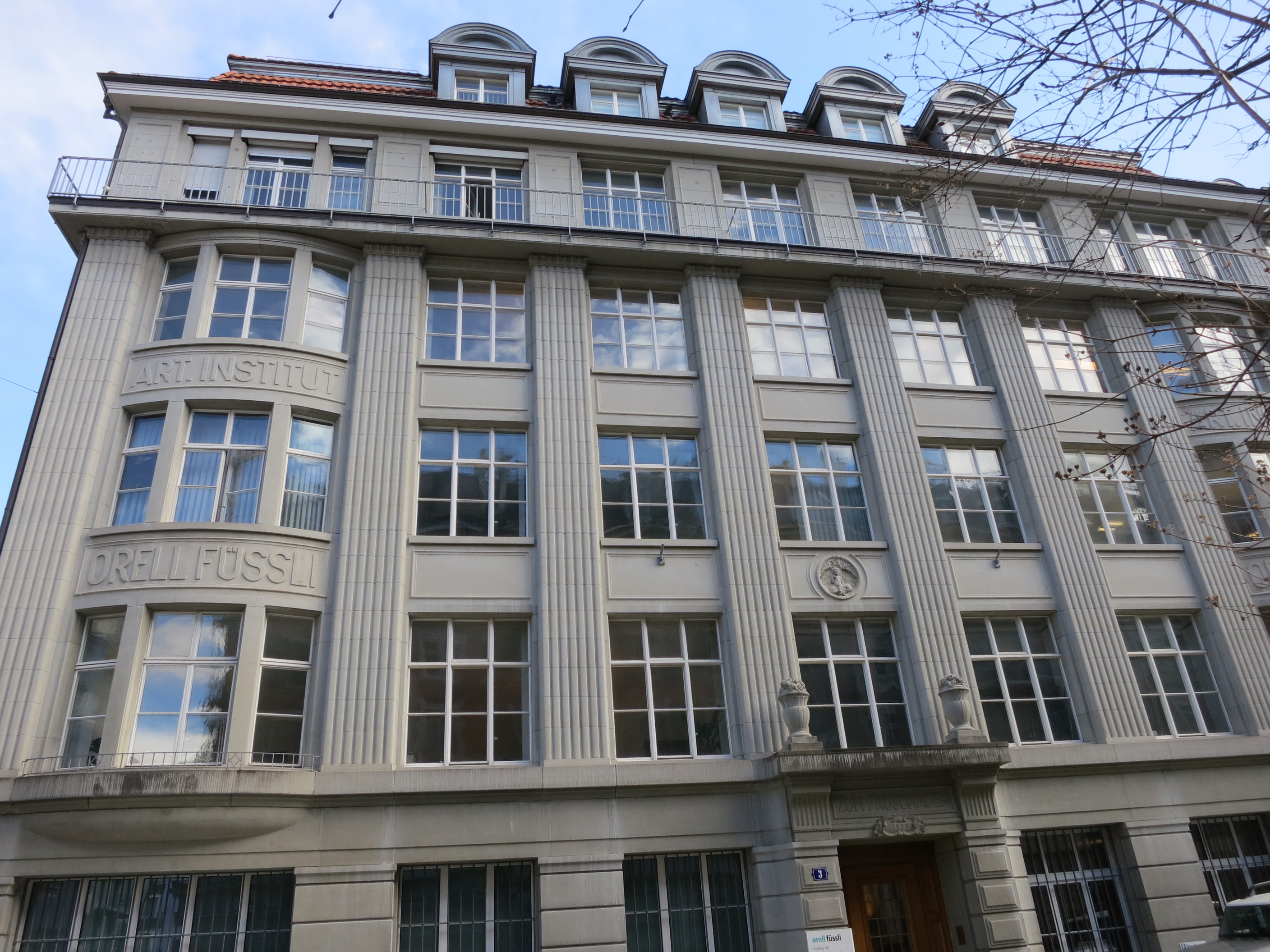
Geschäftshaus zum Froschauer, Zürich-Wiedikon, erbaut 1923 von Hermann Weideli

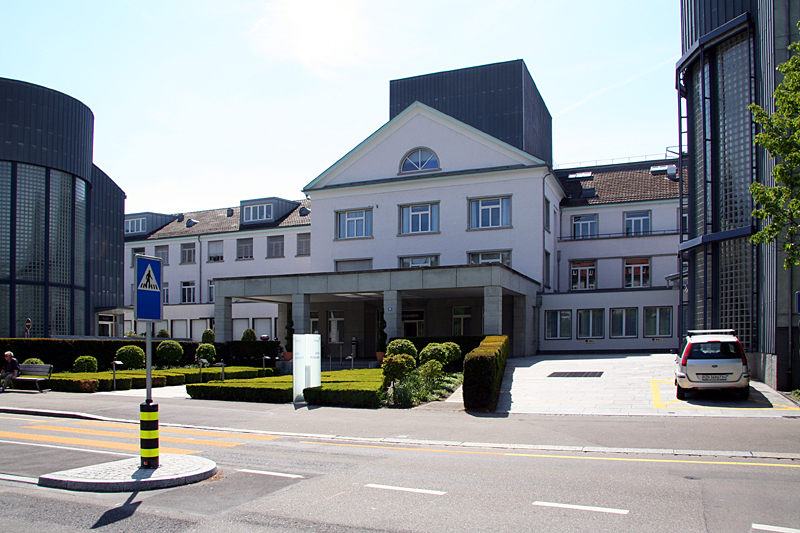
Klinik Hirslanden, Zürich, erbaut 1930–1932 von Hermann Weideli

Hermann Weideli (* 14. Januar 1877 in Oberhofen (heute Gemeinde Lengwil) bei Kreuzlingen; † 3. Oktober 1964 in Schiers) war ein Schweizer Architekt.

## Leben und Werk
Hermann Weideli wurde als Sohn des Zimmermeisters Jakob Weideli und seiner Frau Barbara am 14. Januar 1877 in Oberhofen bei Kreuzlingen (Kanton Thurgau, Schweiz) geboren. Ursprünglich sollte er in den väterlichen Betrieb eintreten, machte aber dann doch 1894 bis 1898 eine Bauzeichnerlehre bei Gustav Gull in Zürich.
Weideli trat seine erste Stelle bei dem Architekten Jakob Rehfuss an und arbeitete anschliessend im Zürcher Hochbauamt. Dann wechselte er zu „Pfleghard & Haefeli“ und war in Hongkong tätig, bevor er 1904 ein Jahr in Mannheim bei Hermann Billing arbeitete. 1905 machte sich Weideli, der 1909 Ida Mast heiratete, an zwei Orten mit unterschiedlichen Partnern selbständig: Nach Wettbewerbsgewinnen erfolgte die Eröffnung des gemeinsamen Architekturbüros „Bischoff und Weideli“ mit Robert Bischoff (1876–1920) und die Übersiedlung nach Zürich. Im selben Jahr übernahm Hermann Weideli gemeinsam mit Eugen Kressibuch das Kreuzlinger Büro des verstorbenen Architekten Wilhelm Martin-Imhof (1842–1905) und führte es unter dem Namen „Weideli & Kressibuch“ als Ableger des Zürcher Büros weiter. Nach Kressibuchs Tod 1923 führte Weideli das Kreuzlinger Architekturbüro mit Karl Eberli als „Weideli & Eberli“ weiter.
Nach dem frühen Tod seines Geschäftspartners Robert Bischoff 1920 übernahm Hermann Weideli das gemeinsame Architekturbüro in Zürich. 1943 schloss er sich dann mit seinem Sohn Hans Weideli zusammen. Neben dem Bau vieler Schulen, Fabriken, Geschäfts- und Privathäuser war ein Schwerpunkt Weidelis auch in der Innenraumgestaltung. Zudem war er mit dem Architekturbüro Haefeli Moser Steiger am prestigeträchtigen Bau des Zürcher Kantonsspitals 1943 bis 1945 beteiligt. 1951 übernahm Weidelis Sohn Hans das väterliche Büro.
Hermann Weideli war Mitglied des Schweizer Heimatschutz (SHS) und zählte zu den ersten Mitgliedern des Bundes Schweizer Architekten (BSA) bei dessen Gründung 1908. Er verstarb am 3. Oktober 1964 in Schiers (Kanton Graubünden, Schweiz).

## Werke (Auswahl)
| Bauwerk                                                                  | Strasse/Platz                                         | Ort                                | Erbauungsjahr: |
| ------------------------------------------------------------------------ | ----------------------------------------------------- | ---------------------------------- | -------------- |
| Evangelisch-Reformierte Kirche Spiez                                     |                                                       | Spiez                              | 1905–1907      |
| Landhaus Staiger                                                         |                                                       | Kreuzlingen                        | 1905–1906      |
| Riedtli-Schulhaus                                                        |                                                       | Zürich                             | 1906–1908      |
| Villa Estoril                                                            | Gaissbergstrasse 30                                   | Kreuzlingen                        | 1907           |
| Evangelisch-Reformierte Kirche Wallisellen                               |                                                       | Wallisellen                        | 1907–1908      |
| Landhaus                                                                 | Neue Weinsteige                                       | Stuttgart                          | vor 1909       |
| Römisch-katholische St. Anna-Kapelle                                     |                                                       | Zürich                             | 1909–1911      |
| „Usterhof“                                                               | Bellevueplatz                                         | Zürich                             | 1909–1911      |
| „Denzlerhäusern“                                                         | Rämistrasse                                           | Zürich                             | 1909–1911      |
| Innenraumgestaltung des Café „Odeon“ im Erdgeschoss des „Denzlerhäusern“ |                                                       | Zürich                             | 1911           |
| Glockenhof („Gloggi“)                                                    | Sihlstrasse/St. Annagasse                             | Zürich                             | 1911           |
| Villa Raichle                                                            | Schützenstrasse 33/35                                 | Kreuzlingen                        | 1915           |
| Zur Kaufleuten                                                           | Nüschelerstrasse 15 / Pelikanstrasse 18 / Talacker 34 | Zürich                             | 1909–1915      |
| Schulhaus Emmishofen                                                     | Bernrainstrasse 13                                    | Kreuzlingen (Stadtteil Emmishofen) | 1915–1916      |
| Geschäftshaus zum Froschauer (mit Druckerei für Orell Füssli)            | Idastrasse 28/Gertrudstrasse 37                       | Zürich-Wiedikon                    | 1923           |
| Klinik Hirslanden                                                        |                                                       | Zürich                             | 1930–1932      |
| Zürcher Kantonsspital (seit 1977 Universitätsspital Zürich)              |                                                       | Zürich                             | 1943–1945      |